# Mitsubishi 500
Mitsubishi 500 är en småbil som tillverkades av den japanska biltillverkaren Mitsubishi Heavy Industries mellan 1960 och 1962. Den efterträddas då av den uppdaterade Mitsubishi 600 som tillverkades fram till 1965.

## Mitsubishi 500
Mitsubishis första egenkonstruerade bil efter andra världskriget togs fram sedan de japanska myndigheterna efterlyst en enkel och billig folkbil. Trots de kompakta måtten var den för stor för keijidōsha-reglementet. Bilen hade en luftkyld tvåcylindrig svansmotor. För att hålla nere priset var utförandet mycket enkelt. 1961 tillkom en bättre utrustad de luxe-version med större motor.

## Mitsubishi 600
År 1962 uppdaterades karossen med ny front och akter. Den större de luxe-motorn blev standard. Bilen kallades även Colt 600, den första i en lång rad Colt-modeller.

## Motor
| Modell | Motor              | Cylindervolym | Effekt | Bränslesystem   |
| ------ | ------------------ | ------------- | ------ | --------------- |
| 500    | 2-cyl radmotor ohv | 493 cm³       | 21 hk  | Enkel förgasare |
| 600    | 2-cyl radmotor ohv | 594 cm³       | 25 hk  | Enkel förgasare |